# 芬布爾之冬
芬布爾之冬（古北歐語：Fimbulvetr、英語：Fimbulwinter）是北歐神話內，世界的終結「諸神的黃昏」前的預兆。

## 神話中的芬布爾之冬
《史洛里埃達》第一部〈欺騙古魯菲〉（古北歐語：Gylfaginning）第51章提及：夏天將會消失，出現三個漫長的嚴冬（風的冬、劍的冬、狼的冬），四面八方颳起強勁的風雪，期間有無法數清的戰亂，兄弟互相殘殺。
fimbul擁有「龐大/巨大」（"the great/big"）的意思，故芬布爾之冬之意為「漫长的冬天」（"the great winter"）。

## 氣候史上的芬布爾之冬
一般推測，這個神話與西元前650年左右，北歐青銅器時代（Nordic Bronze Age）結束時，北歐地區的氣候劇烈變動有關。在變動以前，北歐地區比現今還暖。受這個氣候變動的影響，北歐地區才開始變得寒冷。
在瑞典、丹麥、挪威和其他的北歐國家，「fimbulvinter」這字在口語用的時候，常用來表達「異常寒冷的冬天」這個意思。